# キャスリーン・マッケイン・ゴッドフリー
キャスリーン・マッケイン・ゴッドフリー（Kathleen McKane Godfree, 1896年5月7日 - 1992年6月19日）は、イギリス・ウェストミンスター生まれの女子テニス選手。1920年代に活躍し、イギリス国内のウィンブルドン選手権のみならず、全米選手権でもタイトルを獲得し、1920年アントワープ五輪と1924年パリ五輪で合計「5個」のメダルを獲得するなど、国際的なキャリアを築いた名選手である。普段は愛称の「キティ」（Kitty）で呼ばれた。「マッケイン」（McKane）が彼女の旧姓で、後に同じイギリスの男子テニス選手であるレスリー・ゴッドフリー（1885年 - 1971年）と結婚した。テニスの優勝記録表では、彼女の名前は旧姓の「キティ・マッケイン」（Kitty McKane）か、結婚後の「キティ・ゴッドフリー」（Kitty Godfree）で掲載されることが多く、結婚後は夫の姓のみを名乗った。本記事ではフルネームの「キャスリーン・マッケイン・ゴッドフリー」を見出しとして記載する。

## 来歴
キティ・マッケインの活躍した時代は、ちょうどスザンヌ・ランラン（フランス）の全盛期から始まる。マッケインは第1次世界大戦終結後の1919年からウィンブルドン選手権に出場し始め、最初の時は女子シングルス準々決勝まで進出した。1920年のアントワープ五輪において、マッケインは女子シングルス・女子ダブルス・混合ダブルスの3部門すべてにメダルを獲得した。女子シングルスは銅メダルであったが、ウィニフレッド・マクネアー（1877年 - 1954年）と組んだ女子ダブルスで金メダルを獲得し、混合ダブルスではマックス・ウーズナム（1892年 - 1965年）と組んで銀メダルを獲得する。女子ダブルス部門は、このアントワープ五輪が初開催で、マッケインとマクネアーはオリンピックのテニス競技で最初の金メダリストとなった。アントワープ五輪から3年後、マッケインは1923年に初めてウィンブルドン選手権の女子シングルス決勝に進んだが、当時“テニスの女神”と呼ばれたスザンヌ・ランランに 2-6, 2-6 のストレートで完敗した。同年の全米選手権で、マッケインは女子シングルス準々決勝でヘレン・ウィルスに敗れたが、女子ダブルスでフィリス・コベルとペアを組んで優勝し、初めての4大大会タイトルをアメリカの地で獲得した。
1924年のウィンブルドン選手権は、女王スザンヌ・ランランが病気のため出場できなかった。ランランは1919年から1923年までウィンブルドンの女子シングルスに5連覇していたが、これで自動的に連覇記録が途絶える。この大会で、キティ・マッケインは女子シングルス・女子ダブルス・混合ダブルスの3部門すべてに決勝進出を果たし、女子シングルスと混合ダブルスの2部門で初優勝を飾った。2年連続2度目の女子シングルス決勝で、マッケインはヘレン・ウィルスに 4-6, 6-4, 6-4 で競り勝ち、こうして「ウィンブルドンの女子シングルスでウィルスに勝った唯一の選手」になった。ウィルスは1927年から1938年までの間にウィンブルドン「8勝」を挙げ、52年間破られなかった大会最多優勝記録を樹立した人である。混合ダブルスではジョン・ギルバート（1887年 - 1974年）とペアを組んで優勝したが、相手組の男性は後に夫となるレスリー・ゴッドフリーであった。しかし、女子ダブルス決勝では（前年の全米選手権で組んだ）フィリス・コベルとのペアで敗れ、この部門では2度目の準優勝になる。ウィンブルドンの女子ダブルスでは、2年前の1922年にも姉妹のマーガレット・マッケイン・ストックスと組んだ準優勝があり、これは大会史上初の「姉妹ペアの女子ダブルス決勝進出」であった。こうして記録ずくめのウィンブルドンを終えた後、マッケインは2度目のオリンピックとなる1924年パリ五輪に出場した。パリでは2個のメダルを獲得し、女子シングルスで2大会連続の銅メダル、フィリス・コベルと組んだ女子ダブルスで銀メダルを取る。女子ダブルスでの連続金メダルはならなかったが、こうしてマッケインはオリンピックのテニス競技で「5個」のメダルを獲得した。
1925年のマッケインは、ウィンブルドンでは準決勝でスザンヌ・ランランに敗れたが、全米選手権の混合ダブルスでジョン・ホークス（オーストラリア）と組んだ優勝があった。1926年、キティ・マッケインはレスリー・ゴッドフリーと結婚し、以後は夫の姓のみを使用して「キティ・ゴッドフリー」と名乗るようになる。結婚した年のウィンブルドン選手権で、キティ・ゴッドフリーは再び女子シングルス・女子ダブルス・混合ダブルスの3部門すべてで決勝に勝ち上がり、女子シングルスと混合ダブルスの2部門で2年ぶり2度目の優勝を果たした。女子シングルス決勝では、スペインのリリ・デ・アルバレス（1905年 - 1998年）を 6-2, 4-6, 6-3 で破り、夫のレスリー・ゴッドフリーと組んだ混合ダブルスではハワード・キンゼイ＆メアリー・ブラウン（ともにアメリカ）組を 6-3, 6-4 で破った。こうしてゴッドフリー夫妻は「ウィンブルドン選手権の混合ダブルスで優勝した唯一の夫婦ペア」として、大会の歴史に名前を残した。しかし女子ダブルスではイブリン・コリヤーと組んで準優勝に終わり、彼女はとうとうウィンブルドンの女子ダブルスだけは優勝できずに終わってしまう。
1927年のウィンブルドンで、キティ・ゴッドフリーは女子シングルスで不本意な準々決勝敗退に終わり、「夫婦混合ダブルス」でも決勝でフランシス・ハンター＆エリザベス・ライアン（ともにアメリカ）組に敗れて連覇を逃す。しかし、この年は全米選手権の女子ダブルスでアーミントルード・ハーベイ（Ermyntrude Harvey）と組み、4年ぶり2度目の優勝を果たしている。これでキティ・ゴッドフリーの4大大会優勝は、ウィンブルドン4勝（女子シングルス2勝＋混合ダブルス2勝＝4勝）と全米選手権3勝（女子ダブルス2勝＋混合ダブルス1勝＝3勝）で終わった。1928年のアムステルダム五輪では、テニス界からスザンヌ・ランラン、メアリー・ブラウン、ビンセント・リチャーズなどの「プロ選手」が登場したため、テニスはオリンピック競技から除外されてしまう。キティ・ゴッドフリーの競技経歴は1927年にほぼ終結するが、その後1931年から1934年まで4年間ウィンブルドン選手権に出場し、1934年の女子シングルス3回戦（サラ・ポールフリーに敗退）が彼女の最後の試合になった。
1971年11月17日に夫のレスリー・ゴッドフリーが86歳で亡くなり、キティは21年間未亡人として暮らした。1978年に国際テニス殿堂入り。1988年のソウル五輪でプロテニス選手のオリンピック出場が認められた時、92歳になったゴッドフリーもこの出来事に深い関心を抱き、「これで（テニスでも）オリンピックは最高のものを得られる」と歓迎したという。1992年6月19日、キティことキャスリーン・マッケイン・ゴッドフリーは故郷のロンドンで96歳の長寿を全うした。

## 4大大会優勝
- ウィンブルドン選手権　女子シングルス：2勝（1924年・1926年）／混合ダブルス：2勝（1924年・1926年）　［女子ダブルス準優勝3度：1922年・1924年・1926年］
- 全米選手権　女子ダブルス：2勝（1923年・1927年）／混合ダブルス：1勝（1925年）